# Gauribas
Gauribas (nep. गौरीवास) – gaun wikas samiti w środkowej części Nepalu w strefie Dźanakpur w dystrykcie Mahottari. Według nepalskiego spisu powszechnego z 2001 roku liczył on 1094 gospodarstw domowych i 5732 mieszkańców (2860 kobiet i 2872 mężczyzn).